# Microsoft Hyper-V Server
Hyper-V Server 2008 – specjalna, bezpłatna wersja systemu Windows Server 2008 R2 w trybie Server Core (bez interfejsu graficznego) z możliwością skonfigurowania jej do roli hosta maszyn wirtualnych.
W Hyper-V Server 2008 R2 korzystać można z wszystkich własności pełnej wersji systemu, przede wszystkim z failover clusteringu i funkcji Live Migration do przenoszenia maszyn wirtualnych w trakcie pracy.
Live Migration zapobiega planowanym przestojom, pozwalając administratorom przenosić wirtualne maszyny pomiędzy serwerami. Z kolei funkcjonalność High Availability chroni przed nieplanowanymi przestojami, skracając ich czas do minimum potrzebnego na ponowne uruchomienie wirtualnych maszyn na innym serwerze. Ponadto Hyper-V Server 2008 R2 zawiera Cluster Shared Volumes (CSV), mechanizm ułatwiający zarządzanie pamięcią masową i uruchamianie wielu wirtualnych maszyn z jednego LUN-a.

## Wymagania systemowe
Microsoft Hyper-V Server zbudowany jest z komponentów systemów serwerowych Windows, przypomina Windows Server Core. Wymagania sprzętowe dla instalacji Hyper-V Server:
- RAM: minimum 1 GB, zalecane 2 GB lub więcej, maksimum: 1 TB,
- Wolna przestrzeń dyskowa: minimum 8 GB, zalecane 20 GB lub więcej